# TERA-100
TERA-100 est un supercalculateur français conçu par les équipes de Bull SA et du CEA-DAM (Direction des applications militaires du CEA) et fabriqué par Bull SA. Remplaçant le TERA-10, c'était alors le premier supercalculateur pétaflopique conçu et développé en Europe en 2010, le seul, donc le plus puissant d'Europe, classé dans le top 10 mondial. En juin 2012, il était  17e au niveau mondial, et second en France derrière le Très Grand Centre de Calcul (TGCC).
Il est physiquement situé au site du CEA de Bruyères-le-Châtel.

## Architecture
TERA-100 est une grappe de 4 370 serveurs rassemblant 138 368 cœurs Intel Xeon 7500 et entrainant un système d'exploitation Linux.
Ce supercalculateur dispose de plus de 140 000 barrettes de mémoire centrale pour atteindre une capacité de 300 téraoctets de RAM et de disques durs pour une capacité totale de 20 pétaoctets dont le débit atteint le chiffre record de 500 gigaoctets par seconde.

## Puissance de calcul
La performance atteinte annoncée s'établit à 1,05 pétaflops (Rmax), soit un peu plus de 1015 opérations par seconde sur des nombres flottants.
Sur les tests génériques de top500.org, ces performances sont atteintes dans la publication de novembre 2010 (voir ci-dessous). Lors de la première publication (juin), il en était très loin, car seuls 1/10 des CPU étaient testés.
On peut comparer la puissance de calcul d'une seconde aux calculs que la population de la terre, estimée à 6,793 milliards au 1er janvier 2010 et sur la base d'une seconde par opération, ferait en un peu moins de deux jours.

## Application
Le supercalculateur Tera 100 est destiné au programme Simulation du CEA, qui consiste à reproduire par le calcul les différentes phases de fonctionnement d'une arme nucléaire.

## Classement dans leTOP500des supercalculateurs
| Année-Mois                  | Rang | #Proc  | {\displaystyle R_{max}} (TéraFlop/s) | {\displaystyle R_{peak}} (TéraFlop/s) | Puissance (kW) | lien TOP500                            |
| --------------------------- | ---- | ------ | ------------------------------------ | ------------------------------------- | -------------- | -------------------------------------- |
| Juin 2010                   | 44   | 1 800  | 108,8                                | 130,5                                 | 1 150,00       | http://www.top500.org/list/2010/06/100 |
| Novembre 2010               | 6    | 17 296 | 1 050                                | 1 254,5                               | 4 926,3        | http://www.top500.org/list/2010/11/100 |
| Juin 2011                   | 9    | 17 296 | 1 050                                | 1 254,5                               | 4 590          | http://www.top500.org/list/2011/06/100 |
| Novembre 2011               | 9    | 17 296 | 1 050                                | 1 254,5                               | 4 590          | http://www.top500.org/list/2011/11/100 |
| Juin 2012                   | 17   | 17 296 | 1 050                                | 1 254,5                               | 4 590          | http://www.top500.org/list/2012/06/100 |
| Juin 2014                   | 35   | 17 296 | 1 050                                | 1 254,5                               | 4 590          | http://www.top500.org/list/2014/06/    |
| Juin 2016 (Tera-1000)       | 44   | 4 392  | 1 871                                | 2 586                                 | 1 042          | https://www.top500.org/list/2016/06/   |
| Novembre 2021 (Tera-1000-2) | 42   | 8 256  | 11 965,5                             | 23 396,4                              | 3 178          | https://www.top500.org/system/179412/  |